# هاري فينكلر
هاري فينكلر (بالإنجليزية: Harry Winkler)‏ (10 أبريل 1945 في الولايات المتحدة - ) هو لاعب كرة يد أمريكي. شارك في الألعاب الأولمبية الصيفية 1972 والألعاب الأولمبية الصيفية 1976.

## وصلات خارجية
- هاري فينكلر على موقع كلية كرة السلة في سبورتس رفرنس.كوم (الإنجليزية)
- هاري فينكلر على موقع أوليمبيديا (الإنجليزية)